# U-614
Unterseeboot 614 foi um submarino alemão do Tipo VIIC, pertencente a Kriegsmarine que atuou durante a Segunda Guerra Mundial.
O U-614 esteve em operação entre os anos de 1942 3 1943, realizando neste período 3 patrulhas de guerra, nas quais afundou um navio aliado num total de 5 730 toneladas de arqueação.
O submarino foi afundado no dia 29 de julho de 1943 por cargas de profundidade lançadas de uma aeronave britânica, causando a morte de todos os 49 tripulantes.

## Comandantes
| Comandante              | Data                                      |
| ----------------------- | ----------------------------------------- |
| Kptlt. Wolfgang Sträter | 19 de março de 1942 - 29 de julho de 1943 |

## Subordinação
| Período                   | Flotilha                                     |
| ------------------------- | -------------------------------------------- |
| 8. Unterseebootsflottille | 19 de março de 1942 - 31 de janeiro de 1943  |
| 6. Unterseebootsflottille | 1 de fevereiro de 1943 - 29 de julho de 1943 |

## Patrulhas
|       | Comandante              | Partida              | Partida     | Chegada                 | Chegada     | Dias    | Toneladas |
| ----- | ----------------------- | -------------------- | ----------- | ----------------------- | ----------- | ------- | --------- |
| 1     | Kptlt. Wolfgang Sträter | 9 de janeiro de 1943 | Kiel        | 26 de fevereiro de 1943 | St. Nazaire | 49 dias | 5,730     |
| 2     | Kptlt. Wolfgang Sträter | 12 de abril de 1943  | St. Nazaire | 24 de maio de 1943      | St. Nazaire | 43 dias |           |
| 3     | Kptlt. Wolfgang Sträter | 25 de julho de 1943  | St. Nazaire | 29 de julho de 1943     | Afundado    | 5 dias  |           |
| Total | Total                   | Total                | Total       | Total                   | Total       | 97 dias | 5730 t    |

## Navios atacados
| Data                   | Comandante       | Nome da Embarcação | Toneladas | Nacionalidade | Comboio | Local do ataque |
| ---------------------- | ---------------- | ------------------ | --------- | ------------- | ------- | --------------- |
| 7 de fevereiro de 1943 | Wolfgang Sträter | Harmala            | 5,730     | Reino Unido   | SC-118  |                 |
| Total                  | Total            | Total              | 5730 t    |               |         |                 |

## Operações conjuntas de ataque
O U-614 participou das seguinte operações de ataque combinado durante a sua carreira:
- Landsknecht (19 de janeiro de 1943 - 28 de janeiro de 1943)
- Sem Nome (15 de abril de 1943 - 18 de abril de 1943)
- Specht (19 de abril de 1943 - 4 de maio de 1943)
- Fink (4 de maio de 1943 - 6 de maio de 1943)
- Elbe (7 de maio de 1943 - 10 de maio de 1943)
- Elbe 1 (10 de maio de 1943 - 14 de maio de 1943)